# 木津川市立梅美台小学校
木津川市立梅美台小学校（きづがわしりつ うめみだいしょうがっこう）は京都府木津川市梅美台四丁目にある公立小学校。

## 沿革
- 1997年（平成9年）3月31日 - 木津小学校梅谷分校閉校
- 1997年（平成9年）4月1日 - 木津小学校から分離し、木津町立梅美台小学校として開校。児童数11名6学級。
- 2001年（平成13年）4月1日 - 障害児学級開設。
- 2003年（平成15年）2月28日 - 校歌制定。
- 2004年（平成16年）11月1日 - 児童数増加により、仮校舎新設。
- 2007年（平成19年）3月12日 - 木津川市発足により、木津町立梅美台小学校から木津川市立梅美台小学校と改称。児童数257名11学級。
- 2007年（平成19年）4月1日 - 木津川市立州見台小学校開校により、校区変更。
- 2009年（平成21年）4月1日 - 南棟西のプレハブを教室として使用。
- 2011年（平成23年）4月1日 - 進学先を木津川市立木津中学校から木津川市立木津南中学校へ変更

## 卒業後の進路
- 木津川市立木津南中学校

## 周辺の施設
- 梅美台
- 木津川市立州見台小学校
- 木津川市立木津南中学校
- ガーデンモール木津
- JR関西本線平城山駅

## 周辺の道路
- 京奈和自動車道木津インターチェンジ
- 国道24号
- 京都府道・奈良県道754号木津横田線
- 奈良県道・京都府道44号奈良加茂線

## 通学区域が隣接している学校
- 木津川市立州見台小学校
- 木津川市立城山台小学校
- 木津川市立加茂小学校
- 木津川市立南加茂台小学校

以下は奈良県。
- 奈良市立興東小学校
- 奈良市立鼓阪小学校
- 奈良市立鼓阪北小学校